# Sungnam
Sungnam è un villaggio del Nepal, nella regione di Kośi e nel distretto di Terhathum.  Nel censimento del 2001, aveva 4.454 abitanti.